# Pia batismal
Uma pia batismal (pré-AO 1990: baptismal) é um vaso ou tanque no interior de uma igreja para o qual se deita a água destinada ao batismo e na qual o candidato ao batismo é imerso ou sobre ela banhado. São geralmente construídas de pedra e, raramente, de metal ou madeira. É quase sempre apoiada sobre um pedestal ou colunas.

## Outras imagens

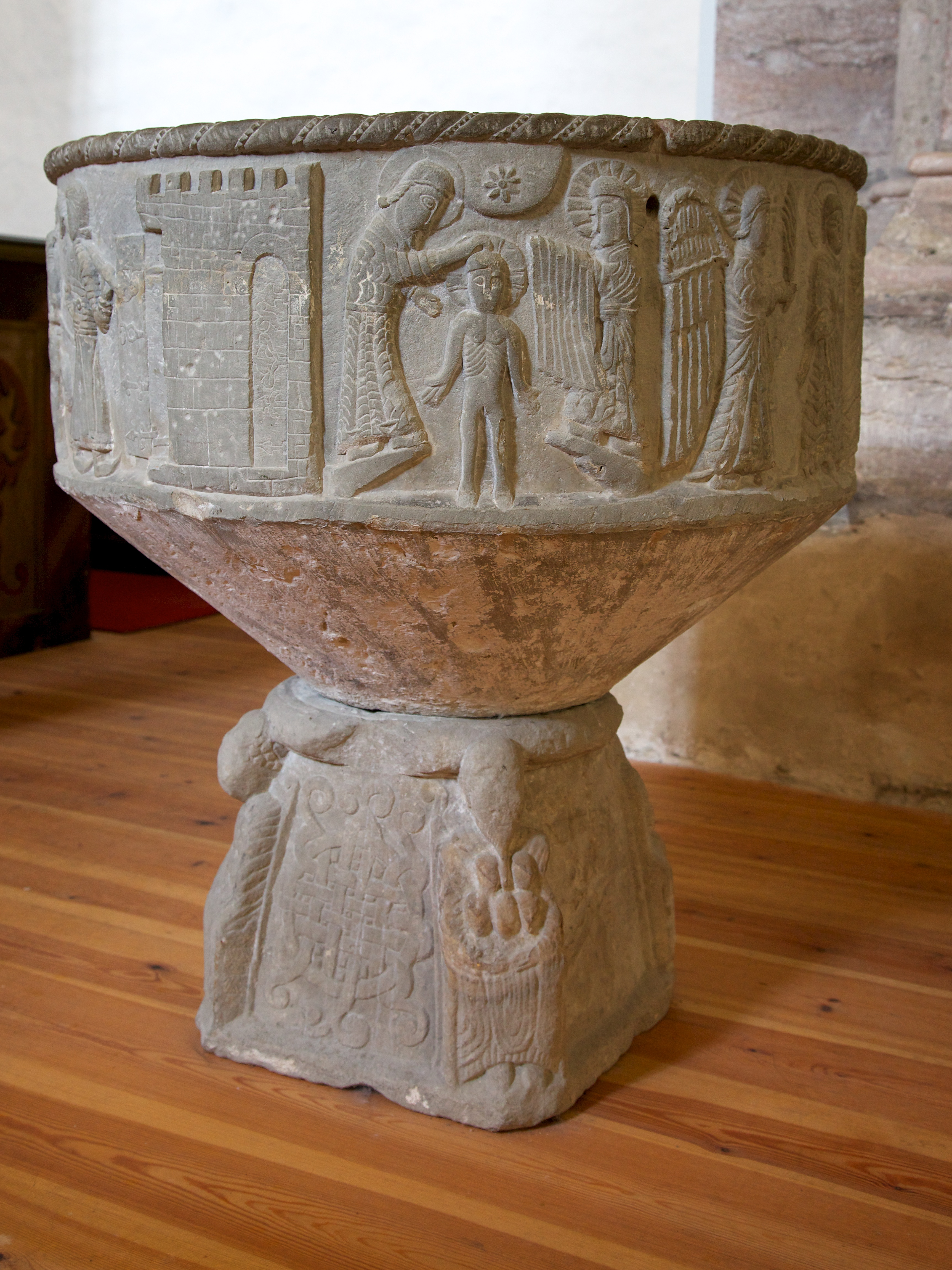
Pia batismal românica na igreja de Grötlingbo, Suécia.
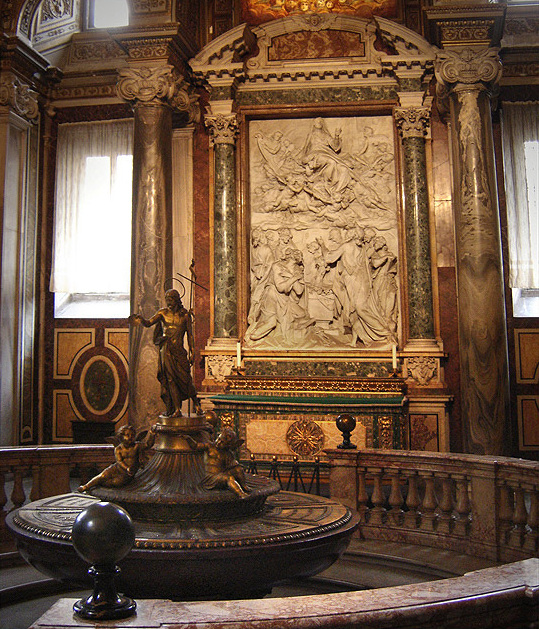
A pia batismal da Basílica de Santa Maria Maior em Roma.
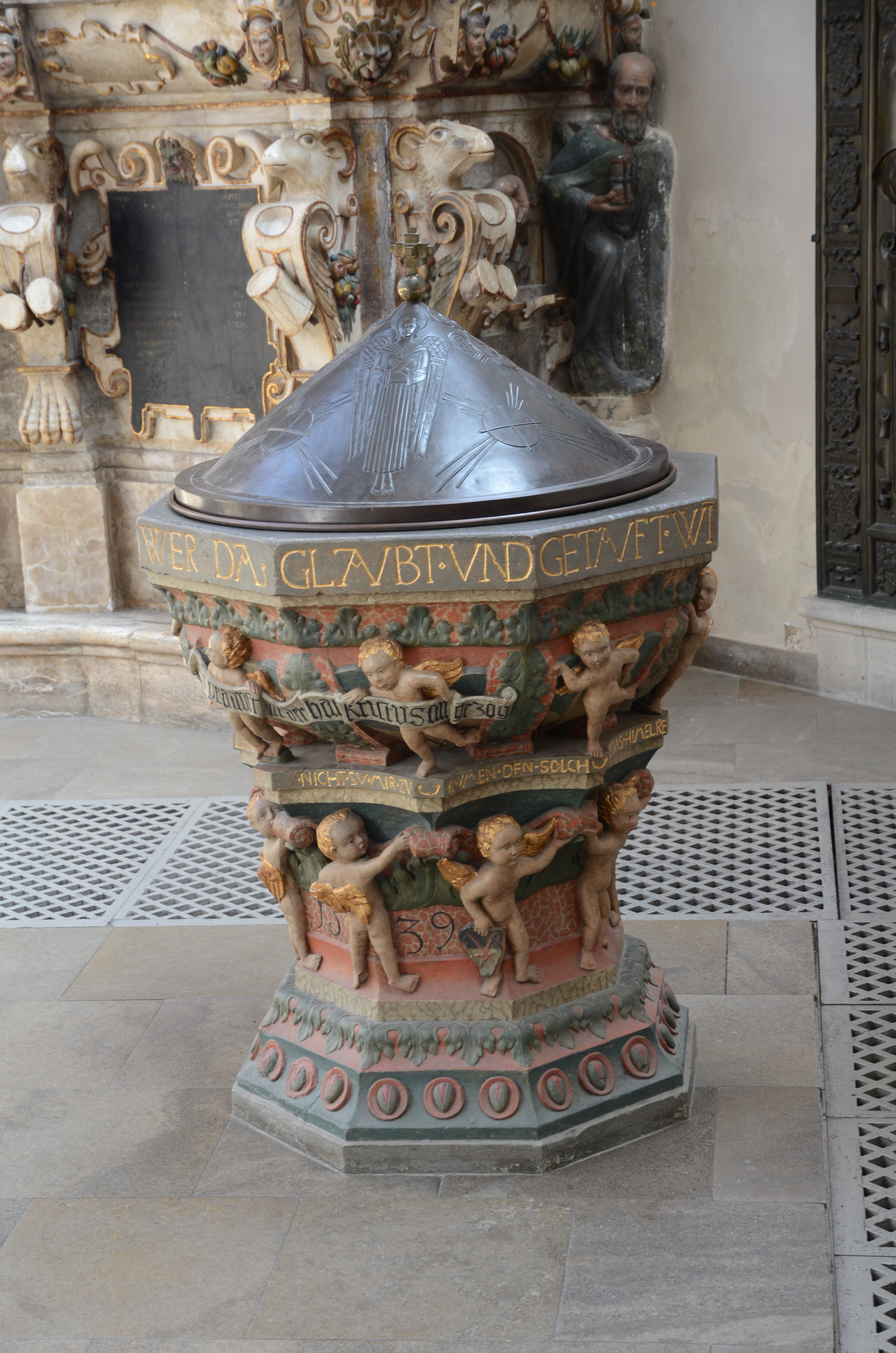
A pia batismal da catedral de são Maurício em Coburgo.
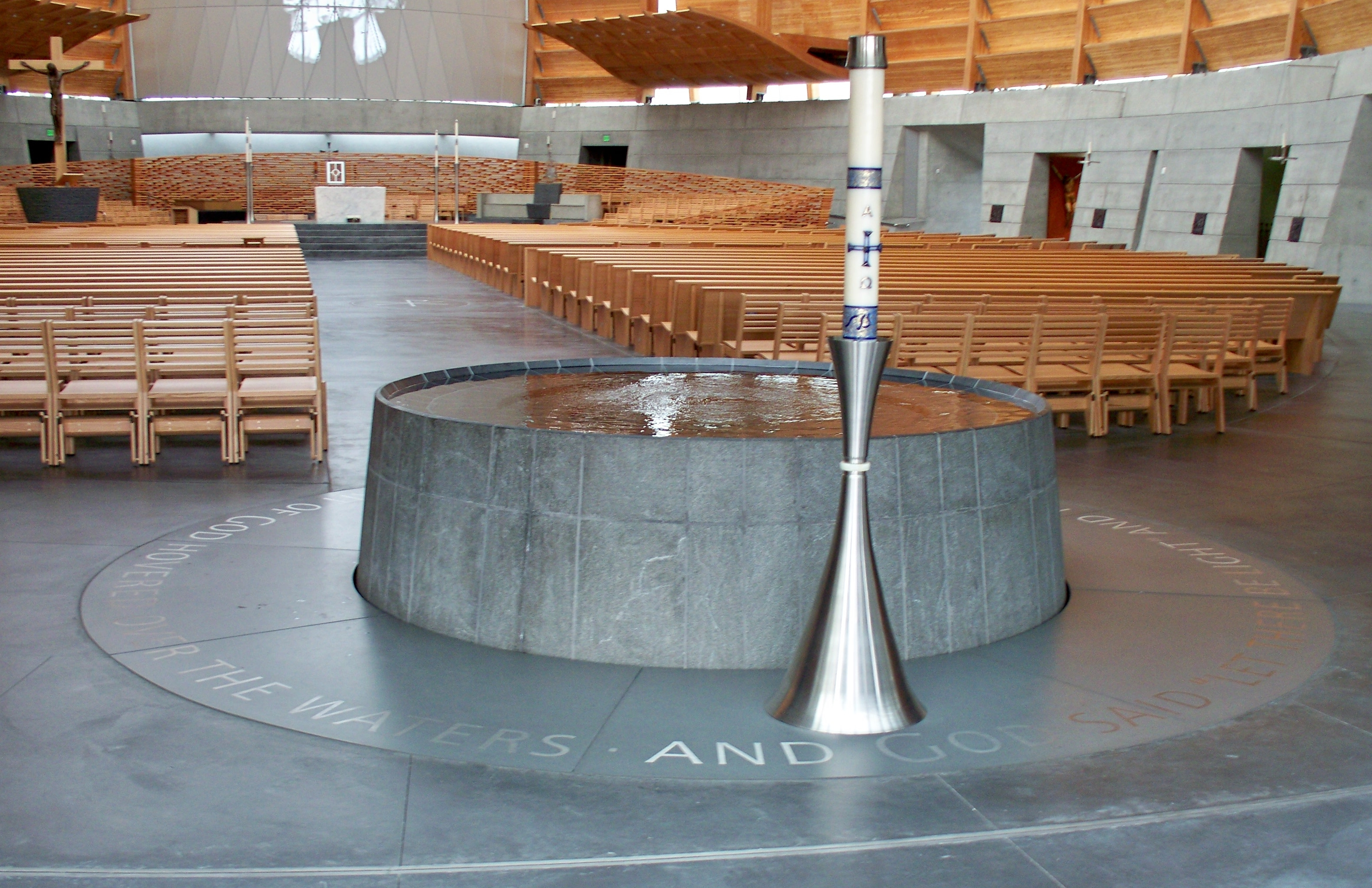
A pia batismal da catedral de Oakland.
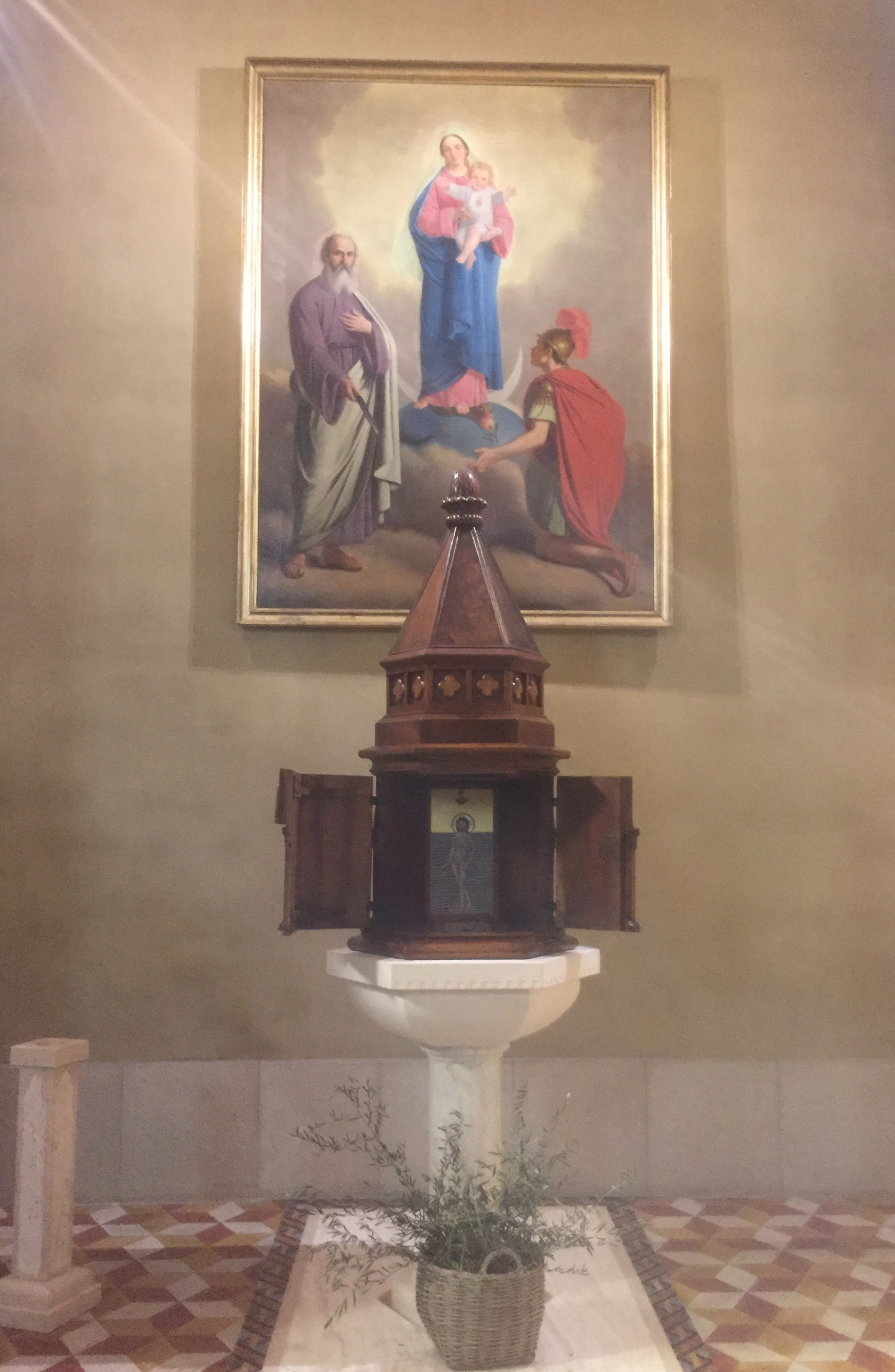
A pia batismal da igreja de São Bartolomeu em Marne de Filago.
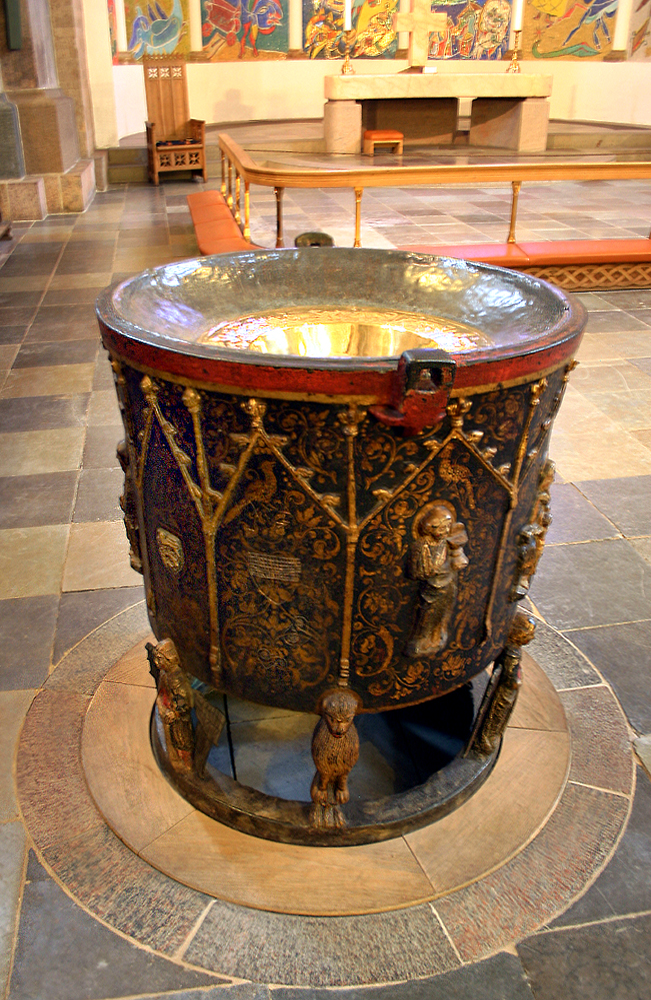
A pia batismal da catedral de Ribe.
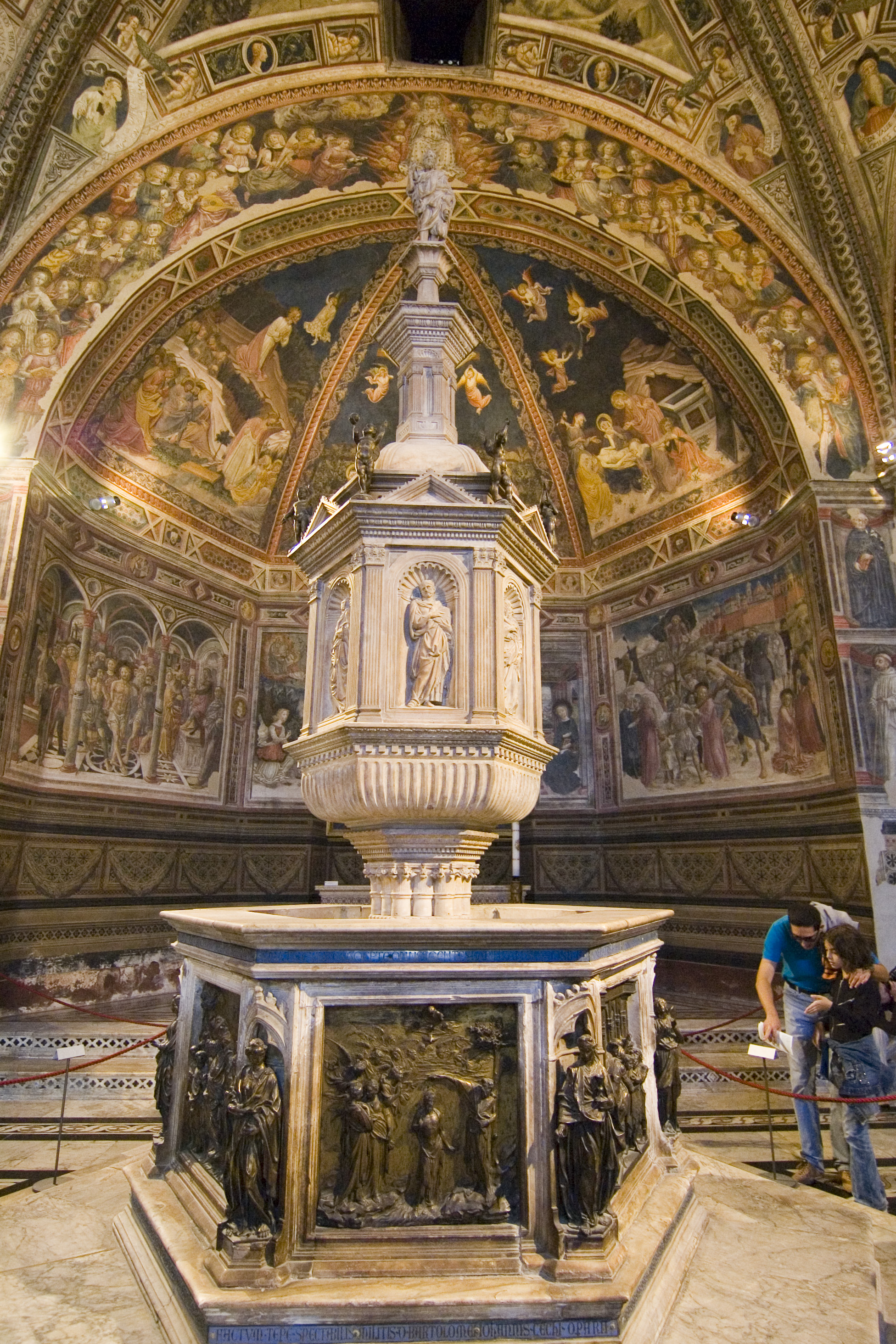
A pia do batistério de Siena.
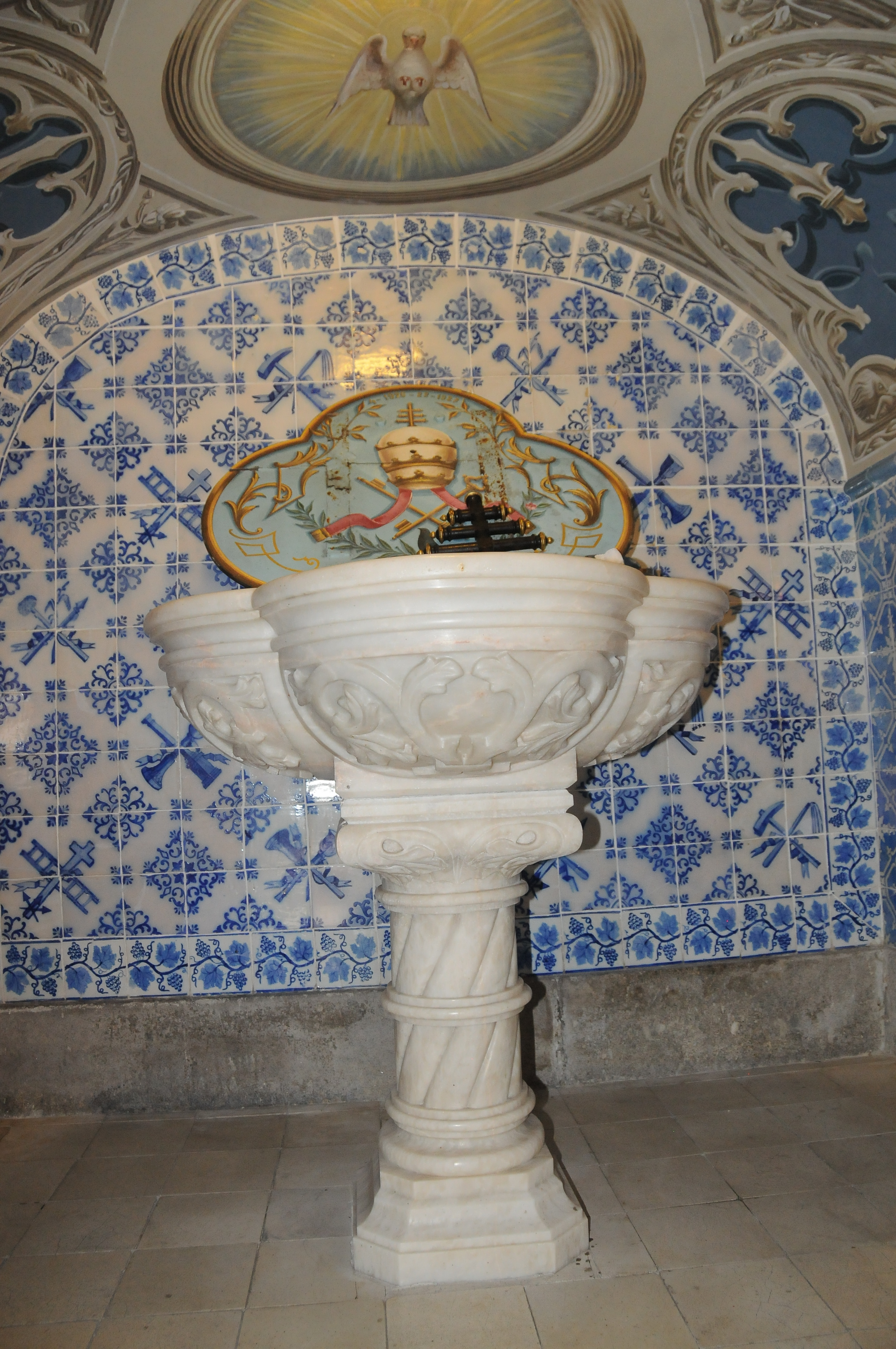
Igreja de São Vicente, Braga
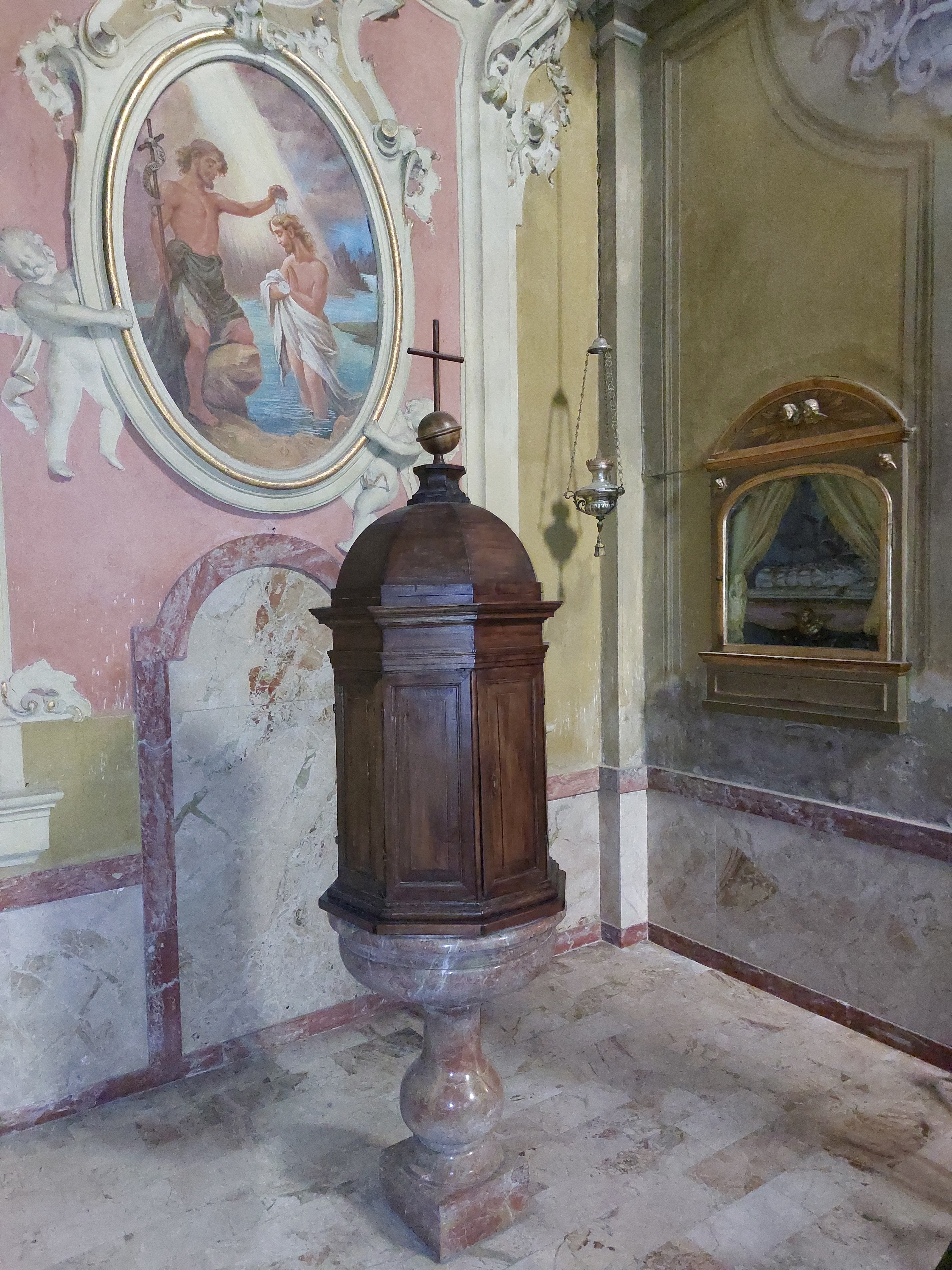
A pia batismal da igreja da Assunção em Caselle Landi.